# كلايف هيوز
كلايف هيوز (بالإنجليزية: Clive Hughes)‏ هو سياسي أسترالي، ولد في 15 مايو 1924 في أستراليا، وتوفي في 19 أكتوبر 2014 في بريزبان في أستراليا. حزبياً، نشط في Queensland Liberal Party ‏. وقد انتخب عضو المجلس التشريعي ولاية كوينزلاند.